# Laurent Ciman
Laurent Ciman (født 5. august 1985 i Farciennes, Belgien) er en belgisk fodboldspiller, der spiller som forsvarsspiller i Major League Soccer-klubben Los Angeles FC. Han har tidligere spillet for Standard Liège, Royal Charleroi, Club Brugge og Kortrijk i sit hjemland, samt for en anden MLS-klub, Montreal Impact.

## Landshold
Ciman har (pr. marts 2018) spillet 19 kampe og scoret ét mål for det belgiske landshold, som han debuterede for den 19. maj 2005 i en venskabskamp mod Bulgarien. Som spiller på landets U-21 landshold deltog han desuden ved OL i 2008 i Beijing.
Ciman blev udtaget til den belgiske trup til VM i 2014 i Brasilien.